# Kroatien i olympiska vinterspelen 2010
Kroatien deltog vid de olympiska vinterspelen 2010 med 19 tävlande i 4 sporter.

## Medaljer

### Silver
- Alpin skidåkning
  - Superkombination: Ivica Kostelić
  - Slalom: Ivica Kostelić

### Brons
- Skidskytte
  - Sprint herrar: Jakov Fak [1]